# テルアビブ空港乱射事件
座標: 北緯31度59分42秒 東経34度53分39秒 / 北緯31.99500度 東経34.89417度
テルアビブ空港乱射事件（テルアビブくうこうらんしゃじけん)・ロッド空港の虐殺（ロッドくうこうのぎゃくさつ、英語: Lod Airport massacre）は、1972年5月30日にイスラエルのテルアビブ近郊都市ロッドに所在するロッド国際空港（現:ベン・グリオン国際空港）で発生した、パレスチナ解放人民戦線（PFLP）の対外作戦部隊 (PFLP-EO)が計画し、当時「アラブ赤軍」などと自称した日本人政治活動家（後の日本赤軍）3名が実行したテロリズム事件。
プエルトリコ人（アメリカ合衆国籍）17人、イスラエル人8人、カナダ人1人の、計26人の民間人が殺害され、80人が重軽傷を負った。欧米や日本では無差別テロとする理解が主である。
別名はロッド空港乱射事件、リッダ闘争（リッダはロッドの現地読み）など。

## 事件の経緯

### サベナ機ハイジャックの失敗
1972年5月8日に、パレスチナ過激派テロリスト4人が、ベルギーのブリュッセル発テルアビブ行きのサベナ航空のボーイング707型機をハイジャックしてロッド国際空港に着陸させ、逮捕されている仲間317人の解放をイスラエル政府に要求した（サベナ航空572便ハイジャック事件）。しかし、イスラエル政府はテロリストによる要求を拒否し、ハイジャックしているテロリストを制圧し、犯人のうち2人は射殺され、残る2人も逮捕された。93人の人質の解放に成功したものの、乗客1人が銃撃戦で死亡した。

### PFLPと赤軍派の協力
そこで、パレスチナ解放人民戦線（PFLP）は「報復」としてイスラエルのロッド国際空港を襲撃することを計画した。だが、アラブ人ではロッド国際空港の厳重警戒を潜り抜けるのは困難と予想されたため、PFLPは赤軍派の奥平に協力を依頼し、日本人によるロッド国際空港の襲撃が行われた。
なお本事件は一般に「日本赤軍による事件」と呼ばれることが多い。しかし、正確には「日本赤軍の前史」ともいえるが、日本人グループはPFLPへの国際義勇兵として参加したもので、当時は独立した組織との認識は共有されていなかった。自称も「アラブ赤軍」「赤軍派アラブ委員会」「革命赤軍」「レッドスターアーミー」(岡本公三)等であり、「日本赤軍」との呼称が登場するのは事件発生後で、組織としての公式な名称変更は1974年である。

## 襲撃

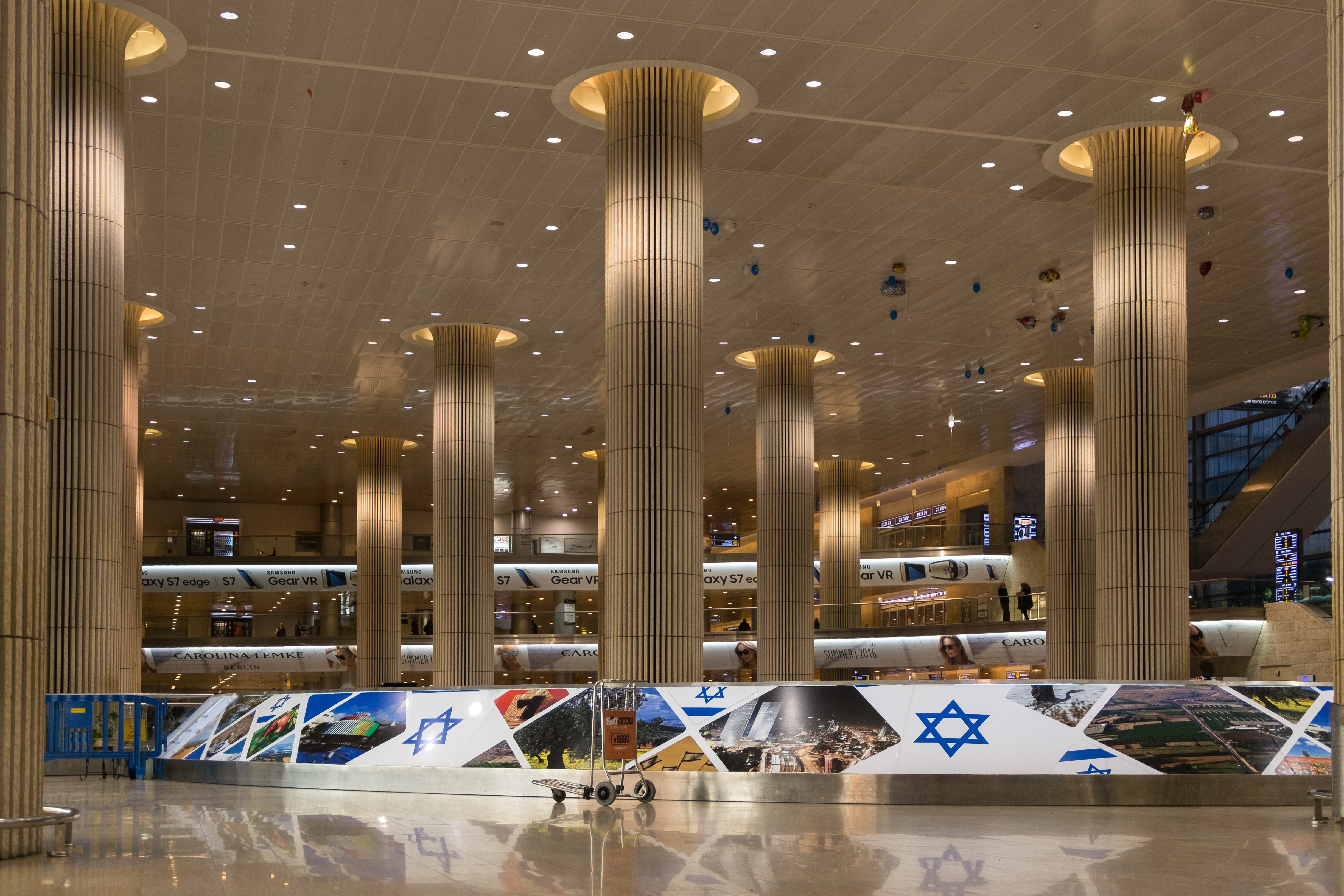
現在の空港ターミナル内部

犯行を実行したのは、赤軍派幹部の奥平剛士（当時27歳）と、京都大学の学生だった安田安之（当時25歳）、鹿児島大学の学生だった岡本公三（当時25歳）の3名である。
フランスのパリ発ローマ経由のエールフランス機でロッド国際空港に着いた3人は、スーツケースから取り出したVz 58自動小銃を旅客ターミナル内の乗降客や空港内の警備隊に向けて無差別に乱射したとされる。
乱射後、岡本は飛行場に飛び出すとイスラエル航空機に向けて自動小銃を数発発射、続いてスカンジナビア航空機のエンジンに手榴弾2発を投げつけた後、畑の方向へ走って逃走を始めた。ロッド空港職員クロード・シャナン・ゼイトゥン（Claude Chanan Zeitoun）は、武器を持たなかったが、岡本を追いかけ、200-300m逃げたところで、岡本が持っていた自動小銃を弾き飛ばし、彼を逮捕した。
岡本が拘束された一方、奥平と安田は死亡した。2人の死について、「奥平は警備隊の反撃で射殺。安田は手榴弾で自爆した」として中東の過激派の間では英雄化されたが、詳しくは判明していない。
なお、計画に携わっていたとされる檜森孝雄の手記によると「当初の計画では空港の管制塔を襲撃する予定だった」としているが、警備が厳重な管制塔を3人だけでどのように襲撃するつもりだったのかなど具体的な計画は不明である。

### 本当に無差別テロであったのか
当時赤軍派最高幹部であった重信房子の主張によれば、これを日本が無差別テロとするのは、アメリカ、イスラエルを主なニュースソースとする為その見方が反映しているもので、アラブ世界では当時のアラブ対イスラエルの戦争の延長と捉えられているとし、また、襲撃はイスラエル軍の前身となったハガナで生物化学兵器部隊の責任者であり、チフス菌を撒くなどしてPFLP側から戦犯指定をうけていたアーロン・カツィールを標的としたもので、決して無差別テロではなかったとしている。重信によれば、実行犯の襲撃によりパニックを起こした警備隊が銃を乱射、その銃撃の中で多くの巻き添えが出たものとしている。実際に、このアーロン・カツィールは当時次期イスラエル大統領候補で大物であったが、銃撃戦の中で撃たれて亡くなっている。また、事件後、PFLPや一部欧州NGOが銃弾の調査をイスラエルに要求したが、イスラエル側はこれを拒否している。他に重信は、事件を起こしたメンバーは個別にスカウトされ自発的に参加したもので、関係者以外には秘密厳守が徹底された為重信も計画を知らず赤軍派としての行動ではなかったこと、後から聞いたところでは彼らは現場を占拠後適当な時点で投降するはずであったこと、岡本の証言もそのような内容に沿ったものであることを主張している。

## 被害者

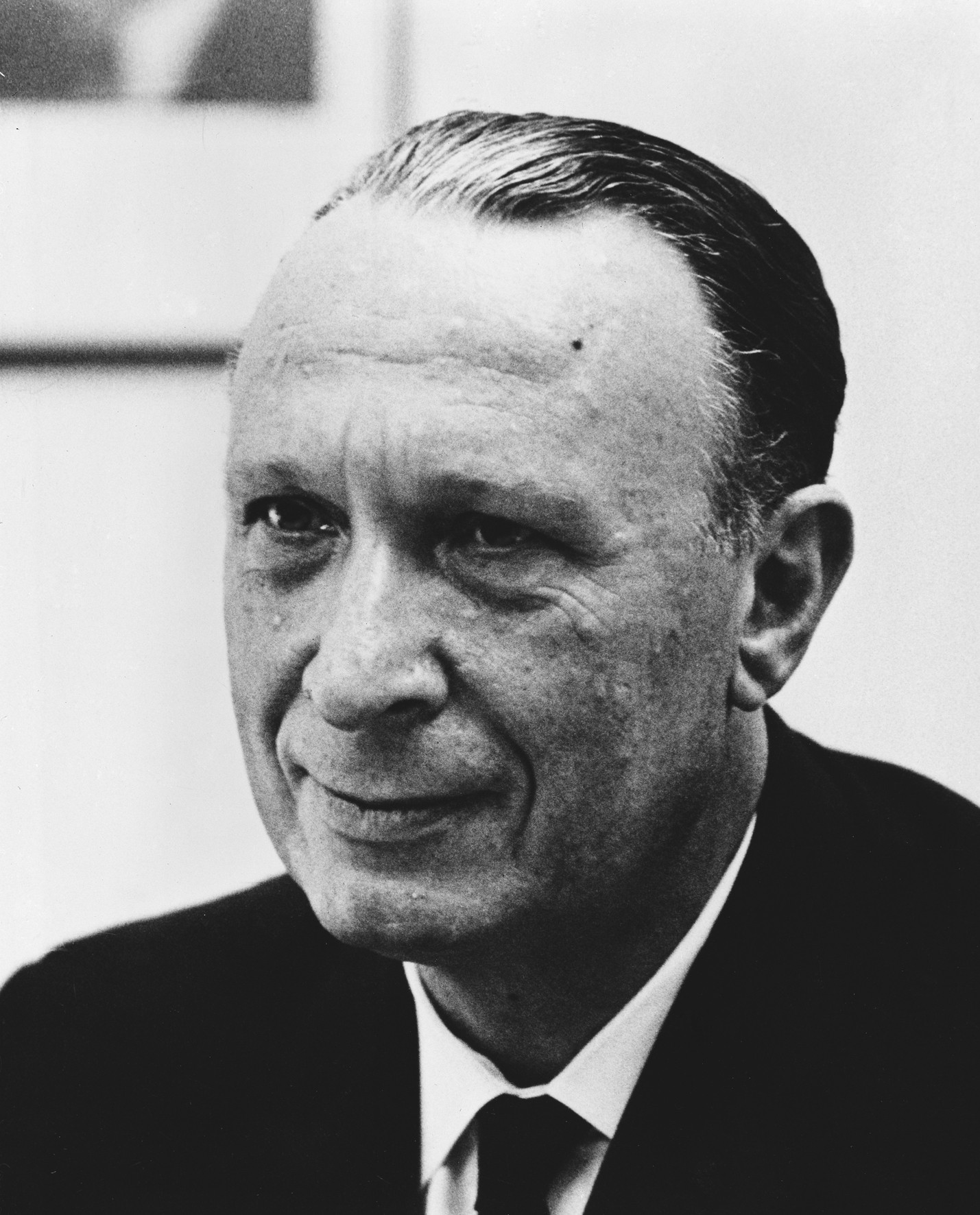
イスラエルの生体高分子電気化学学者Aharon Katzir

この銃撃の中で、乗降客を中心に26人が死亡、80人が重軽傷を負った。死者のうち17人が巡礼目的のプエルトリコ人（アメリカ合衆国籍）、8人がイスラエル人、1人はカナダ人であった。
教会が企画したプエルトリコの巡礼ツアー参加者は、巡礼のために長年お金を貯めてきた。そのうちの一人カルメロ・カルデロン＝モリーナは、妊娠中の女性に弾丸が当たらないように、自分の体を盾にして守り、射殺された。
11歳のアダム・ザミール(Adam Tzamir)は親戚を出迎えているときに射殺された。
また、犠牲者の中には、著名な科学者で当時有力な次期大統領候補であったアーロン・カツィールがいたが、彼に代わってその弟エフライム・カツィールが翌年イスラエルの大統領となっている。
アメリカ合衆国プエルトリコ自治連邦区民の犠牲者
- Reverend Angel Berganzo
- Carmelo Calderón Molina[8]
- Carmela Cintrón
- Carmen E. Crespo
- Vírgen Flores
- Esther González
- Blanca González de Pérez
- Carmen Guzmán
- Eugenia López
- Enrique Martínez Rivera
- Vasthy Zila Morales de Vega
- José M. Otero Adorno
- Antonio Pacheco
- Juan Padilla
- Antonio Rodríguez Morales
- Consorcia Rodríguez
- José A. Rodríguez

イスラエル人の犠牲者
- Yoshua Berkowitz
- Zvi Gutman
- Aharon Katzir[17]
- Orania Luba
- Aviva Oslander
- Henia Ratner
- Shprinza Ringel
- Adam Tzamir[8]

カナダ人の犠牲者
- Luna Sabbah[18]

## 各国の反応

### イスラエル
イスラエル政府は犠牲者の遺族に対し、補償金として公務員平均月給の75%相当（当時で約120ドル）を終身または再婚するまで支払うこととした。これはイスラエル国防軍兵士が戦闘で死亡した場合の遺族への補償基準に沿ったものである。
この攻撃への報復として数週間後にイスラエル諜報特務庁(モサド)は、PFLPの報道官ガッサーン・カナファーニーが7歳の姪とともに乗った自動車に爆弾を仕掛け、暗殺した。また、主なテロ計画者であるワディ・ハダッドもモサドによって暗殺されたとの説もあるが、公式記録では白血病による死亡と記載されている。
ニシム・オトマズキンヘブライ大学教授によれば、事件後、イスラエル閣僚の何人かは、「3人のテロリストを日本国民と結びつけるべきではない。そしてキブツ（イスラエルの農業共同体）には今も日本人学生と日本人ボランティアがおり、彼らは引き続き歓迎される」と述べており、イスラエル人は、3人のテロリストが日本人を代表していないことを理解していたため、この虐殺事件は、イスラエルにおける日本人へのイメージに悪い影響を与えていない。そのため、反日感情が高まったり、ジャパンバッシングが発生することもなかった。「テロリズムと殺人は、ロマンチックでもなければ正当化できるものでもない。日本赤軍の物語は歴史の中の悪い痕跡であり、またそのように記憶されるべきでしょう」とオトマズキンは評した。

### 赤軍への国際的非難と日本での影響
当時は、テロリストが無差別に一般市民を襲撃することは前代未聞であり、事件は衝撃的なニュースとして全世界に伝えられた。赤軍による民間人への無差別虐殺には国際的な非難が起こった。アメリカのニクソン大統領は、この攻撃を「醜い暴力と流血」と呼び、イスラエルを支持していると宣言した。遺憾の手紙は、イタリアからも、そして当時イスラエルと外交関係を持っていなかったヨルダンのフセイン国王からも届いた。
アラブ-イスラエル間の抗争にも拘らず、実行犯が両陣営とは何の関係もない日本人であったことも、世界に衝撃を与えた。日本政府は、実行犯が自国民であったことを受けて、襲撃事件に関して謝罪の意をイスラエル政府に公的に表明するとともに、犠牲者に100万ドルの賠償金を支払った。
日本国内でも、その年の3月に発覚した連合赤軍による山岳ベース事件に続く極左テロ組織の凶行として、日本国民に強く印象に残り、凶行を繰り広げる極左過激派と日本国民との隔絶がさらに広がる事件となった。また、この事件において、武器を手荷物で簡単に持ち込むことができたことから、この事件以降、搭乗時の手荷物検査が世界的に強化されたほか、空港ターミナル内における警備も世界各国で強化されることとなった。
事件は、パレスチナ・ゲリラを始めとするイスラム武装組織の戦術にも大きな影響を与えたと言われる。奥平らが初めから生還の望みがない自殺的攻撃を仕掛けた事はイスラム教の教義で自殺を禁じられていた当時のアラブ人にとっては衝撃的であり、以降のイスラム過激派が自爆テロをジハードであると解釈するのに影響を与えたとの説もある。

### 日本
事件後、日本政府はイスラエルに特使を派遣、佐藤栄作首相署名の哀悼と支援の意を記した手紙を託し、駐イスラエル日本大使は病院に入院した負傷者を見舞った。岡本の父親も、イスラエルの首相ゴルダ・メイアに謝罪の手紙を送った。
日本大使館職員が岡本が日本人であると確認するまで、日本国民は、犯人が日本人という報道を信じることができなかった。 岡本は、大使館職員に対して、イスラエル国民に対して個人的な嫌悪感は何もなかったが、革命戦士としての義務だったと語った。 

### プエルトリコ
2006年6月、プエルトリコ上院議員ホセ・ガリガ・ピコによる法案が立法議会両院の全会一致で承認され、毎年5月30日をロッド虐殺記念日 (Lod Massacre Remembrance Day)と定めた。 この構想は2006年8月2日にアニバル・アセベド・ビラ知事によって署名され、虐殺35周年にあたる2007年5月30日に正式に設けられた。 記念日の目的は、事件と虐殺された人々と生存者を記憶し、プエルトリコ国民にテロリズムに対抗する教育を行うことである。多くの犠牲者の出身国であるプエルトリコでは毎年追悼式が行われている。

## 実行犯・実行犯支援団体の動向
実行犯3名のうち唯一生存した岡本公三は、イスラエルの裁判で1972年6月に終身刑となり収監された。岡本は最終意見陳述で、赤軍派の世界同時革命理論や革命戦争の過程における殺戮破壊の不可避性についてのべ、さらに「われわれ三人は死んだあと、オリオンの三つ星になろうと考えていた。殺した人間も何人か星になったと思う。世界戦争(革命戦)でいろんな星がふえると思う。しかし、同じ天上で輝くと思えば心もやすまる」と述べた。弁護人が岡本に犠牲者に対して「アイ・アム・ソーリー(I am sorry)」と言えないのかと聞くと、岡本は黙って首を振った。庄司宏弁護士は、岡本が「済まなかった」と言えなかったことに、本件に対する岡本の苦悩や自責の念が出ているとし、法廷において岡本は、市民殺害に対して終始一貫して、「自分を殺せ」と叫んでいたとしか考えられないと述べている。
支援団体によれば、拷問と拘禁生活のために、岡本は統合失調症になった。1985年にイスラエル兵とパレスチナ側との捕虜交換で他の1,000人以上の捕虜とともに釈放された。 その後、岡本はレバノンのベッカー渓谷に定住した。1997年に生活を共にしていた日本赤軍5人が日本政府の要請を受けたレバノン国家保安局に逮捕された。パスポート偽造とビザ違反と違法滞在容疑での逮捕だった。岡本以外の他の4人の赤軍メンバーは日本に強制送還された。しかし、岡本については、レバノン民衆による送還阻止の抗議や、法曹界の尽力で一事不再理を根拠とし、レバノン当局に「アラブの解放闘争の英雄」として政治亡命が認められた。レバノン総合治安局元長官ジャミル・サイエドの説明によると、亡命要請を受けたレバノン政府は、岡本の行為を国内法に照らして検討して「イスラエルに対する合法的な抵抗（レジスタンス）」と判断して内務大臣などでつくる委員会が2000年3月に亡命を認め、その見解を身柄引き渡しを求める日本側にも伝えたという。
岡本は日本の警察から2021年現在も国際指名手配中だが、政治亡命先のレバノンのアパートでPFLPからの支援を受けて生活している。支援団体は、岡本のリハビリ療養生活は、レバノン政府に圧力をかけている日本政府によって脅かされているとし、「日本政府の姑息な岡本の送還要求」を阻止しなければならないと述べている。
2022年5月30日に岡本はベイルートで開催された、事件発生から50年の記念式典に支援者に付き添われて現れ、発言はしなかったが記念写真を撮影した。サイエド長官の在任中、日本側からの接見要求を2度認め、在レバノン日本大使館の警察庁出身職員が帰国を説得したが、岡本は意識が混濁した状態だったという。同日、事件後50年を迎え、岡本公三の支援団体が東京都内で集会を主催。事件を「国境を超えた解放闘争」と主張する中、約100人が集会に参加した。集会には、同年釈放された重信房子もメッセージを寄せた。

## 北朝鮮への裁判
2008年、プエルトリコ人被害者の遺族らが、パレスチナ解放人民戦線対外作戦(PFLP-EO)と日本赤軍に物的支援を提供し、攻撃を計画したとして、プエルトリコ自治連邦区連邦地方裁判所に北朝鮮政府を訴える訴訟を起こした。 原告らは、1976年の外国主権免除法に基づいて北朝鮮政府を訴える権利を主張した。予備審問は2009年12月2日に始まり、フランシスコ・ベソサが裁判長を務め、被害者遺族の代理人は人権活動家で弁護士のニツァナ・ダルシャン＝ライトナーらだった。北朝鮮政府は訴訟に応じなかったが、2010年7月、裁判所は、北朝鮮に対し、テロ攻撃の賠償金として家族に3億7,800万米ドルを支払うよう命じた。

## 関連事件
- 1968年7月23日 - エル・アル航空426便ハイジャック事件
- 1968年12月26日 - エル・アル航空253便テロ事件。これに対してイスラエルはベイルートで旅客機を破壊することで報復した。
- 1969年2月18日 - エル・アル航空432便テロ事件
- 1970年3月31日 - よど号ハイジャック事件
- 1970年9月 - PFLP旅客機同時ハイジャック事件
- 1973年7月20日 - ドバイ日航機ハイジャック事件 - 日本赤軍とパレスチナ解放人民戦線の合同作戦